# Европско првенство у атлетици на отвореном 2014 — штафета 4 x 400 метара за мушкарце
Такмичење у трци штафета 4 х 400 м у мушкој конкуренцији на Европском првенству у атлетици 2014. у Цириху одржано је 16. и 17. августа на стадиону Лецигрунд.
Титулу освојену у Хелсинкију 2012, бранила је штафета Белгије.

## Земље учеснице
Учествовало је 69 такмичара из 16 земаља.
1. Белгија (4)
2. Данска (4)
3. Ирска (4)
4. Италија (4)
5. Немачка (4)
6. Пољска (6)
7. Русија (5)
8. Турска (4)
9. Уједињено Краљевство (6)
10. Украјина (4)
11. Француска (4)
12. Холандија (4)
13. Хрватска (4)
14. Чешка (4)
15. Швајцарска (4)
16. Шпанија (4)

## Рекорди
| Рекорди пре почетка Европског првенства 2014.     | Рекорди пре почетка Европског првенства 2014.                                      | Рекорди пре почетка Европског првенства 2014. | Рекорди пре почетка Европског првенства 2014. | Рекорди пре почетка Европског првенства 2014. |
| ------------------------------------------------- | ---------------------------------------------------------------------------------- | --------------------------------------------- | --------------------------------------------- | --------------------------------------------- |
| Светски рекорд                                    | Сједињене Државе · (Ендру Валмон, Квинси Вотс, Бач Рејнолдс, Мајкл Џонсон)         | 2:54,29                                       | Штутгарт, Немачка                             | 22. август 1993.                              |
| Европски рекорд                                   | Велика Британија · (Иван Томас, Марк Ричардсон, Џејми Болч, Роџер Блек)            | 2:56,60                                       | Атланта, САД                                  | 3. август 1996.                               |
| Рекорди Европских првенстава                      | Велика Британија · (Пол Сандерс , Крис Акабуси, Џон Риџис, Роџер Блек)             | 2:58,22                                       | Сплит, Југославија                            | 1 септембар 1990.                             |
| Најбољи светски резултат сезоне                   | Сједињене Државе · (Дејвид Вербург, Тони Маквеј, Christian Taylor, Лашон Мерит)    | 2:57,25                                       | Насау, Бахаме                                 | 25. мај 2014.                                 |
| Најбољи европски резултат сезоне                  | Велика Британија · (Мајкл Бингам, Конрад Вилијамс, Нигел Левин, Мартин Руни)       | 3:00,32                                       | Насау, Бахаме                                 | 25. мај 2014.                                 |
| Рекорди после завршетка Европског првенства 2014. |                                                                                    |                                               |                                               |                                               |
| Европски рекорд сезоне                            | Велика Британија · (Конрад Вилијамс, Метју Хадсон-Смит, Мајкл Бингам, Мартин Руни) | 2:58,79                                       | Цирих, Швајцарска                             | 17. август 2014.                              |

## Освајачи медаља
| |                                                                                 |                                                                                               |
| Уједињено Краљевство Конрад Вилијамс Метју Хадсон-Смит Мајкл Бингам Мартин Руни Најџел Левин* Рабах Јусиф* | Русија Максим Дилдин Павел Ивашко Никита Углов Владимир Краснов Павел Треникин* | Пољска Рафал Омелко Каспер Козловски Лукаш Кравчук Јакуб Кжевина Михал Пјетжак* Анджеј Јарос* |

## Сатница
| Датум      | Време | Коло          |
| ---------- | ----- | ------------- |
| 16. август | 16:48 | Квалификације |
| 17. август | 15:42 | Финале        |

## Стартна листа
Табела представља листу земаља пре почетка првенства у трци штафете 4 х 400 метара са њиховим најбољим резултатом у сезони 2014, националних рекордом.
| Група | Стаза | Земља                | НРС     | НР      |
| ----- | ----- | -------------------- | ------- | ------- |
| 1     | 1     | Уједињено Краљевство | 3:00,32 | 2:56,60 |
| 1     | 2     | Италија              |         | 3:01,37 |
| 1     | 3     | Немачка              |         | 2:59,86 |
| 1     | 4     | Чешка                |         | 3:02,72 |
| 1     | 5     | Француска            | 3:07,20 | 2:58,96 |
| 1     | 6     | Украјина             | 3:07,00 | 3:02,35 |
| 1     | 7     | Холандија            |         | 3:03,18 |
| 1     | 8     | Данска               | 3:07,57 | 3:07,08 |
| 2     | 1     | Хрватска             | 3:08,43 | 3:05,42 |
| 2     | 2     | Ирска                |         | 3:03,73 |
| 2     | 3     | Турска               | 3:07,41 | 3:03,92 |
| 2     | 4     | Русија               | 3:02,68 | 2:58,06 |
| 2     | 5     | Пољска               |         | 2:58,00 |
| 2     | 6     | Швајцарска           | 3:08,63 | 3:02,46 |
| 2     | 7     | Белгија              | 3:02,79 | 2:59,37 |
| 2     | 8     | Шпанија              |         | 3:01,42 |

## Резултати

### Квалификације
За 8 места у финалу квалификовале су се по три првопласиране штафете из обе квалификационе групе (КВ) и две штафете по постигнутом резултату (кв).,
| Поз. | Група | Стаза | Штафета              | Атлетичари                                                        | Време   | Белешка   |
| ---- | ----- | ----- | -------------------- | ----------------------------------------------------------------- | ------- | --------- |
| 1.   | 1     | 1     | Уједињено Краљевство | Нигел Левин, Мајкл Бингам, Рабах Јусиф, Мартин Руни               | 3:00,65 | КВ        |
| 2.   | 1     | 5     | Француска            | Mame-Ibra Anne, Теди Венел, Mamoudou Hanne, Thomas Jordier        | 3:00,08 | КВ, НРС   |
| 3.   | 1     | 3     | Немачка              | Камге Габа, Miguel Rigau, Jonas Plass, Thomas Schneider           | 3:02,41 | КВ, НРС   |
| 4.   | 2     | 4     | Русија               | Никита Углов, Павел Ивашко, Pavel Trenikhin, Владимир Краснов     | 3:03,19 | КВ        |
| 5.   | 2     | 5     | Пољска               | Михал Пјетжак, Каспер Козловски, Анджеј Јарос, Рафал Омелко       | 3:03,52 | КВ, НРС   |
| 6.   | 2     | 2     | Ирска                | Брајан Греган, Brian Murphy, Richard Morrissey, Томас Бар         | 3:03,57 | КВ, НР    |
| 7.   | 2     | 7     | Белгија              | Julien Watrin, Antoine Gillet, Michaël Bultheel, Кевин Борле      | 3:03,83 | кв        |
| 8.   | 1     | 4     | Чешка                | Јан Тесар, Данијел Немечек, Михал Десенски, Патрик Шорм           | 3:04,07 | кв, НРС   |
| 9.   | 2     | 8     | Шпанија              | Пау Фрадера, Самуел Гарсија, Lucas Bua, Марк Ујакпор              | 3:04,68 | НРС       |
| 10.  | 1     | 2     | Италија              | Давид Ре, Michele Tricca, Лоренцо Валентини, Матео Галван         | 3:04,74 | НРС       |
| 11.  |       | 7     | Холандија            | Бјорн Блаувхоф, Теренс Агард, Обед Мартис, Лимарвин Боневасија    | 3:05,93 |           |
| 12.  | 2     | 8     | Турска               | Батухаш Алтинташ, Халит Килич, Илхам Тануи Озбилен, Јавуз Џан     | 3:07,68 |           |
| 13.  | 2     | 3     | Данска               | Фестус Асанте, Андреас Бубе, Ник Екелунд-Аренандер, Nicklas Hyde  | 3:08,12 |           |
| 14.  | 1     | 8     | Швајцарска           | Силван Луц, Данијеле Анђелела, Филип Вајсенбергер, Јоханес Вагнер | 3:08,63 | НРС       |
| 15.  | 2     | 1     | Хрватска             | Сташа Врховец, Матео Ковачић, Yann Eloi Senjarić, Матео Ружић     | 3:12,73 |           |
|      | 1     | 6     | Украјина             | Виталиј Бутрим, Јевген Гуцол, Данило Дануленко, Володимир Бураков | ДИСК.   | чл. 163,2 |

### Финале
| Поз. | Стаза | Штафета              | Атлетичари                                                    | Време   | Белешка |
| ---- | ----- | -------------------- | ------------------------------------------------------------- | ------- | ------- |
|      | 5     | Уједињено Краљевство | Конрад Вилијамс, Метју Хадсон-Смит, Мајкл Бингам, Мартин Руни | 2:58,79 | ЕРС     |
|      | 3     | Русија               | Максим Дилдин, Павел Ивашко, Никита Углов, Владимир Краснов   | 2:59,38 | НРС     |
|      | 4     | Пољска               | Рафал Омелко, Каспер Козловски, Лукаш Кравчук, Јакуб Кжевина  | 2:59,85 | НРС     |
| 4.   | 6     | Француска            | Mame-Ibra Anne, Теди Венел, Mamoudou Hanne, Thomas Jordier    | 2:59,89 | НРС     |
| 5.   | 8     | Ирска                | Брајан Греган, Марк Инглиш, Richard Morrissey, Томас Бар      | 3:01,67 | НР      |
| 6.   | 7     | Немачка              | Камге Габа, Miguel Rigau, Jonas Plass, Thomas Schneider       | 3:01,70 | НРС     |
| 7.   | 2     | Белгија              | Julien Watrin, Кевин Борле, Michaël Bultheel, Stef Vanhaeren  | 3:02,60 | НРС     |
| 8.   | 1     | Чешка                | Јан Тесар, Данијел Немечек, Михал Десенски, Патрик Шорм       | 3:04,56 |         |